# Dasha (sångerska)
Anna Dasha Novotny, född 27 februari 2000, är en amerikansk country- och popsångerska. Hon har släppt ett musikalbum, $hiny Things (2021), och två studioalbum: Dirty Blonde (2023) och What Happens Now? (2024). Hennes låt "Austin" toppade på plats 18 på Billboard Hot 100 2024.

## Biografi
Dasha föddes och växte upp i San Luis Obispo, Kalifornien och är av tjeckisk härkomst. Som åttaåring inspirerades hon av Taylor Swift och började därför att skriva egna låtar. Vid tio års ålder började hon sedan att spela på lokala caféer. Som trettonåring spelade hon sedan in sin första låt. Dasha började senare att studera vid Nashville’s Belmont University men när Covid-19-pandemin började så hoppade hon av skolan och återvände till Kalifornien för att fokusera på sin musik.

## Karriär
Dasha släppte singeln "Don't Mean a Thing" genom Famouz Records i april 2020. Senare samma år skrev hon på med Quadio Records, ett dotterbolag till Disruptor Records.  I november 2023 släppte Dasha singeln "Austin", vilken utgjorde en utflykt till countrymusik och markerade hennes första inträde på Billboard -listorna.  Låten toppade som nummer 18 på Billboard Hot 100 i juni 2024. Låten var också framgångsrik över hela världen och nådde topp tio på listorna i Belgien (Flandern), Irland, Nederländerna, Norge och Storbritannien. I augusti 2024 hade Austin över 440 miljoner strömningar på Spotify. Hon skrev i samband här med också på med Warner Records. Hennes andra fullängdsalbum, What Happens Now? släpptes i februari 2024. I april 2024 framförde hon "Austin" live vid 2024 CMT Awards i Austin Texas. I augusti 2024 framförde hon "Austin" live på Allsång på Skansen i Sverige.

## Singlar
| Titel                        | År   | Topplisteplaceringar | Topplisteplaceringar | Topplisteplaceringar | Topplisteplaceringar | Topplisteplaceringar | Topplisteplaceringar             | Topplisteplaceringar | Utmärkelser                                                                                          | Album                      |
| Titel                        | År   | Billboard Hot 100    | Hot Country Songs    | ARIA Charts          | Canadian Hot 100     | VG-lista             | Official New Zealand Music Chart | UK Singles Chart     | Utmärkelser                                                                                          | Album                      |
| ---------------------------- | ---- | -------------------- | -------------------- | -------------------- | -------------------- | -------------------- | -------------------------------- | -------------------- | --- | -------------------------- |
| "Austin"                     | 2023 | 18                   | 3                    | 10                   | 11                   | 7                    | 11                               | 5                    | - RIAA: Platinum - ARIA: 4× Platinum - BPI: Platinum - BVMI: Gold - MC: 4× Platinum - RMNZ: Platinum | What Happens Now?          |
| "Didn't I?"                  | 2024 | —                    | —                    | —                    | —                    | —                    | —                                | —                    | | What Happens Now? (Deluxe) |
| "Bye Bye Bye"                | 2024 | —                    | —                    | —                    | —                    | —                    | —                                | —                    | | What Happens Now? (Deluxe) |
| "Driving Home for Christmas" | 2024 | —                    | —                    | —                    | —                    | —                    | —                                | —                    | | Tillhör inget album        |